# Пурновка
Пурновка — река в России, протекает в Череповецком районе Вологодской области. Исток реки находится в болотце к западу от деревни Гурлево. Течёт, в основном, на север по лесной ненаселённой местности. Устье реки находится в 61 км по левому берегу реки Большой Юг в урочище Пурново. Длина реки составляет 12 км. Левый приток речка Талица, длиной около 2 км, также протекает в лесной ненаселённой местности.

## Данные водного реестра
По данным государственного водного реестра России относится к Верхневолжскому бассейновому округу, водохозяйственный участок реки — Рыбинское водохранилище до Рыбинского гидроузла и впадающие в него реки, без рек Молога, Суда и Шексна от истока до Шекснинского гидроузла, речной подбассейн реки — Реки бассейна Рыбинского водохранилища. Речной бассейн реки — (Верхняя) Волга до Куйбышевского водохранилища (без бассейна Оки).
Код объекта в государственном водном реестре — 08010200412110000009588.